# Iarba surzilor

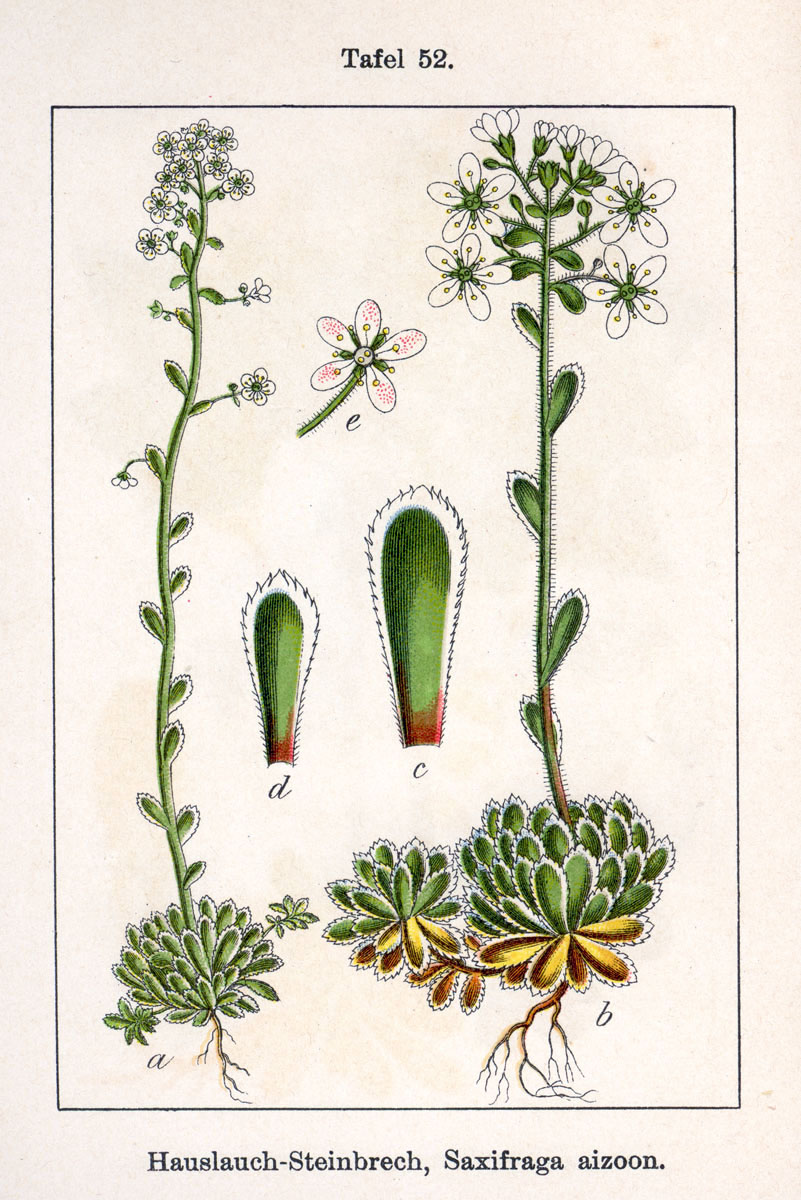
Iarba surzilor

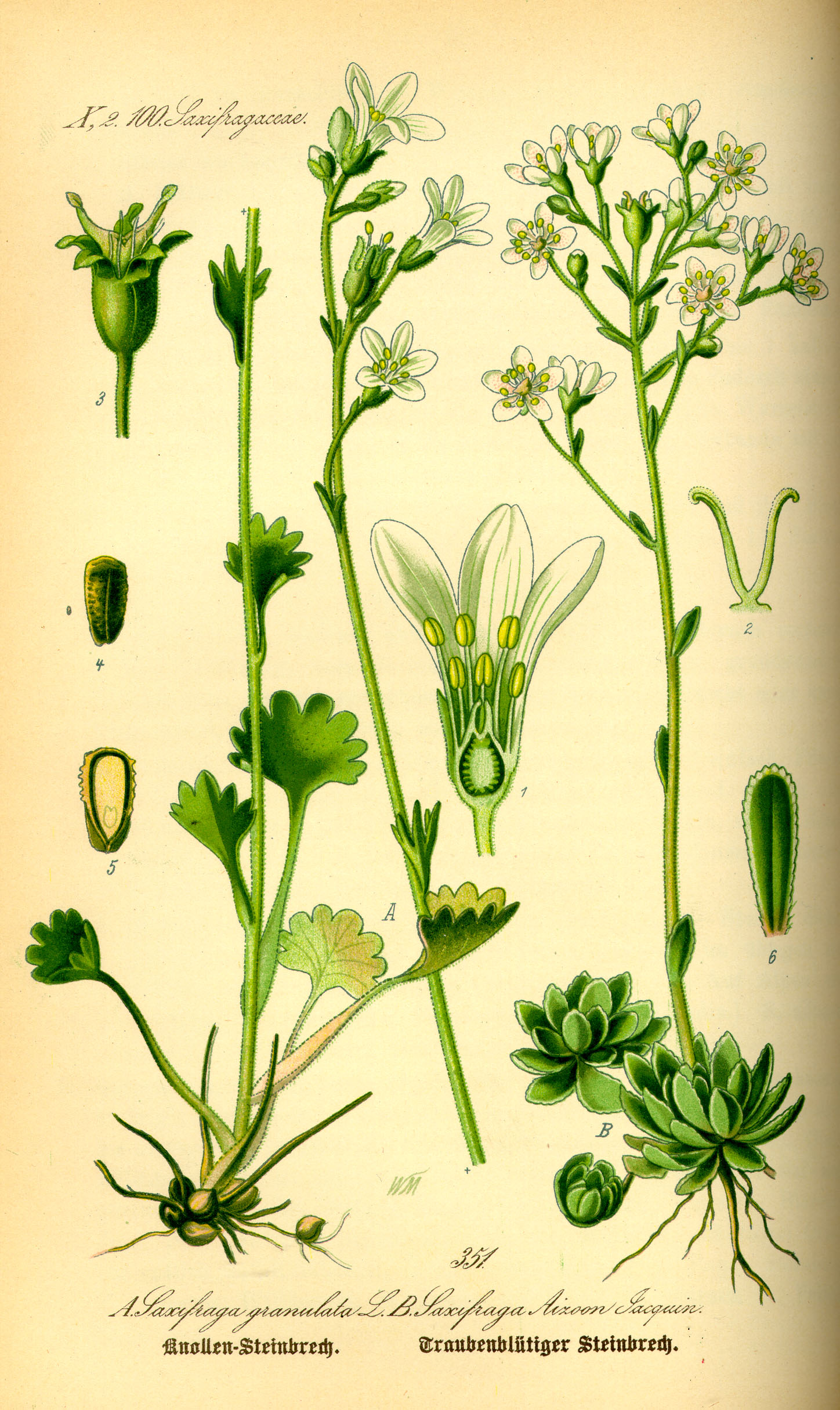
Dreapta: Saxifraga aizoon. Stânga: Saxifraga granulata

Iarba surzilor (altă denumire: Saxifraga albă) (Saxifraga aizoon, Saxifraga paniculata) este o plantă din familia Saxifragaceae.

## Descriere
Tulpina este dreaptă, de 50–200 mm, ramificată spre vârf. Ramurile sunt arcuite în sus și au câte 2-5 flori cu petale albe sau alb-gălbui așezate în stea. Uneori petalele prezintă puncte roșii. Înflorește în lunile iunie-august.
Frunzele de la baza tulpinii stau așezate unele peste altele în rozete rotunde, alipite de stânci. Au culoarea verde-cenușiu sau albăstrui. Frunzele au formă de limbă, sunt scorțoase și pe margini au dinți mărunți și ascuțiți. Dinții sunt orientați drept înainte, sunt cartilaginoși la vârf și acoperiți cu o crustă subțire de calcar. Se mai găsesc și rozete fără tulpini, izolate.

## Răspândire
În România se găsește pe stâncile calcaroase din munții Carpați.